# Јуниверсал Сити (Тексас)
Јуниверсал Сити (енгл. Universal City) град је у америчкој савезној држави Тексас. По попису становништва из 2010. у њему је живело 18.530 становника.

## Демографија
Према попису становништва из 2010. у граду је живело 18.530 становника, што је 3.681 (24,8%) становника више него 2000. године.
| Група             | 2000.         | 2010.         |
| Белци             | 9.878 (66,5%) | 9.746 (52,6%) |
| Афроамериканци    | 954 (6,4%)    | 1.879 (10,1%) |
| Азијати           | 428 (2,9%)    | 538 (2,9%)    |
| Хиспаноамериканци | 3.206 (21,6%) | 5.980 (32,3%) |
| Укупно            | 14.849        | 18.530        |